# Popteen
『Popteen』（ポップティーン）は、株式会社ポップティーンが編集・発行、角川春樹事務所が発売していたティーンエイジャーの女性向け月刊ファッション雑誌。1980年（昭和55年）10月1日創刊（1980年11月号）。2023年2月号を最後に休刊し、ウェブマガジン『Popteen Media』へと移行した。
創刊時は富士見書房から発行されていた。その後、同誌の編集を手がけていた飛鳥新社が2億円で買い取り、さらに1994年（平成6年）になって、社長の土井尚道が角川春樹に購入を持ち掛け、角川の自腹・6億円（商標権1億・販売権5億）で角川春樹事務所へ譲渡された。2021年8月、株式会社フォーサイドの連結子会社である株式会社ポップティーンへ譲渡。それに伴い発行人が角川春樹より泉信彦へとバトンタッチされ、2023年現在、"Popteen Media"の代表者は飯田潔となっている。

## 概要
初期においては、『パステルティーン』や『エルティーン』等と並び、ティーンエイジャーの過激なセックスの体験談やテクニック等の情報等、女性版コンビ二エロ雑誌であった。1984年に自民党の三塚博は衆議院予算委員会で、ポップティーンを含む少女向けの5雑誌を名指しで「性欲講座」と批判（図書規制法を参照）。これを受け、ポップティーンは「内容を過激な性表現を抑えた平穏なものへ軌道修正する」と発表した。
平成中期から後期においては、女子高生ブームの人気の訪れとともに、猥褻・バイオレンス要素を払拭したギャル向けファッション雑誌へと刷新。これは角川春樹事務所に譲渡されてから、初代編集長だった和田佐和子の手腕による所が大きいとされる。
1996年（平成8年）頃から多数の芸能人を表紙に起用しており、表紙に登場した事のある人物は神田うの、SPEED、吉川ひなの、梅宮アンナ、安室奈美恵、浜崎あゆみ、ブリトニー・スピアーズ、Avril Lavigne、中島美嘉、小池栄子、上戸彩、松浦亜弥、hitomi、市原隼人、BoA、大塚愛、倖田來未、リア・ディゾン、ゴリエ、若槻千夏、西野カナ、EXO-CBX、など。その中でも浜崎あゆみは表紙に19回登場し、舟山久美子と並びカバークイーンとなっていた。EXO-CBXは海外男性グループ初の単独表紙を飾った。
1997年（平成9年）6月号では、当時女子高生の間でブームとなっていたハローキティの特集を組み、35万部を完売した
2008年（平成20年）2月号では、当時の在籍モデルであった益若つばさと梅田直樹の結婚式の模様を紹介し、過去最大の売上（41万部突破）を記録。
2009年（平成21年）3月号で舟山久美子が初めて表紙を飾り、2010年（平成22年）7月号まで17ヶ月連続表紙の記録を作った（8月号で西野カナが表紙に登場し記録ストップ）。通算表紙起用回数は37回。2014年（平成26年）10月号で卒業。
2020年（令和2年）、ガールズユニットプロジェクト「7+ME Link（ナナメリンク）」を始動し、第一弾ユニットとして「MAGICOUR（マジックアワー）」を結成。2021年（令和3年）には第二弾ユニット「PureGi（ぷれっぢ）」を結成した。
2022年12月28日に発売した2023年2月号を最後に月刊誌としては休刊し、翌年2月1日よりウェブ版に移行、毎月1日と15日に「ポップティーンメディア（Popteen media）」と題したウェブマガジンを公開することが発表された。

## 活動モデル

### 専属モデル
| 名前       | 名前          | 愛称       | 生年月日               | 専属初掲載   | 備考                                                                                                |
| ---------- | ------------- | ---------- | ---------------------- | ------------ | --------------------------------------------------------------------------------------------------- |
| 阿部ここは | あべ ここは   | ここちゃ   | 2005年8月27日（19歳）  | 2022年9月号  | 第4回ニコ☆プチオーデショングランプリ 元ニコ☆プチ専属モデル 元nicola専属モデル Lindsayイメージモデル |
| 土屋惺来   | つちや せいら | せらぴー   | 2008年6月25日（17歳）  | 2022年10月号 | 「今日、好きになりました。」プサン編&ドンタン編に出演                                               |
| 谷田ラナ   | たにだ らな   | らーなん   | 2008年3月16日（17歳）  | 2023年5月号  | 「今日、好きになりました。」ニャチャン編に出演                                                      |
| 向井怜衣   | むかい れい   | れいれい   | 2007年6月25日（18歳）  | 2024年1月号  | 「今日、好きになりました。」夏休み編2023に出演                                                      |
| 相塲星音   | あいば りのん | りんりん   | 2008年11月26日（16歳） | 2024年5月号  | めるぷちのメンバー                                                                                  |
| 辻加純     | つじ かすみ   | きゃすみる | 2006年5月10日（19歳）  | 2025年6月号  | ABEMA TV「キミとオオカミくんには騙されない」出演 元Popteenクリエイターモデル                        |
| 藤田みあ   | ふじた みあ   | みあにゃ   | 2006年6月9日（19歳）   | 2025年6月号  | 「今日、好きになりました。」ホアヒン編&夏休み編2024に出演                                           |
| 川野明愛   | かわの めいあ | めあち     | 2008年6月6日（17歳）   | 2025年6月号  | 「今日、好きになりました。」ドンタン編&キョンジュ編に出演                                           |
| 代田萌花   | だいだ もか   | もちゅ     | 2009年11月16日（15歳） | 2025年6月号  | 「今日、好きになりました。」ニュージーランド編&マクタン編に出演 元cuugal専属モデル                  |
| 樋口こなつ | ひぐち こなつ | こなつ     | 2009年8月5日（16歳）   | 2025年6月号  | 「今日、好きになりました。」ニュージーランド編&マクタン編に出演 元cuugal専属モデル                  |

### メンズモデル
| 名前           | 名前              | 愛称       | 生年月日               | 専属初掲載   | 備考                                                                |
| -------------- | ----------------- | ---------- | ---------------------- | ------------ | ------------------------------------------------------------------- |
| 水瀬響         | みなせ ひびき     | びっきー   | 2002年4月22日（23歳）  | 2022年6月号  |                                                                     |
| 新井谷悠       | あらいや はる     | あらやん   | 2004年5月7日（21歳）   | 2023年5月号  | 「今日、好きになりました。」小夏編&プーケット編&沖縄編出演          |
| 一ノ瀬将人     | いちのせ まさと   | マーク     | 2003年10月2日（21歳）  | 2023年11月号 |                                                                     |
| スレスタスバム | すれすた すばむ   | スバム     | 2008年12月12日（16歳） | 2024年9月号  |                                                                     |
| 来栖暖         | くるす だん       | だんだん   | 2003年1月24日（22歳）  |              |                                                                     |
| 葉山陽琉       | はやま はる       | はるぼー   | 2005年4月29日（20歳）  |              |                                                                     |
| 齊藤天彦       | さいとう はれひこ | はれっぴぃ | 2008年8月3日（17歳）   |              | 高一ミスターコン2024グランプリ 男子高生ミスターコン2024準グランプリ |

### レギュラーモデル
| 名前             | 名前              | 愛称       | 生年月日               | レギュラーモデル初掲載 | 備考                                                                                      |
| ---------------- | ----------------- | ---------- | ---------------------- | ---------------------- | ----------------------------------------------------------------------------------------- |
| 野々山ひなた     | ののやま ひなた   | ひなちゃ   | 2006年5月12日（19歳）  | 2022年8月号            |                                                                                           |
| 横溝菜帆         | よこみぞ なほ     | なったん   | 2008年3月27日（17歳）  | 2022年8月号            |                                                                                           |
| いぐさ           | いぐさ            | いぐぴん   | 2006年5月8日（19歳）   | 2023年5月号            |                                                                                           |
| 藤代実優         | ふじしろ みゆ     | みゆん     | 2007年8月10日（17歳）  | 2023年5月号            |                                                                                           |
| 今堀奏           | いまほり かなで   | かにゃ     | 2008年5月29日（17歳）  | 2023年11月号           |                                                                                           |
| 山戸穂乃葉       | やまと ほのは     | ほにょは   | 2008年1月21日（17歳）  | 2023年11月号           | 第9回「東宝シンデレラ」オーディションミュージカル賞                                       |
| 海尾心美         | うみお ここみ     | こっちゃむ | 2009年10月3日（15歳）  | 2024年5月号            | めるぷちのメンバー                                                                        |
| 宮下瑚彩         | みやした こいろ   | こいろん   | 2009年9月28日（15歳）  | 2024年5月号            |                                                                                           |
| 涼海すう         | すずみ すう       | すぅにゃ   | 2007年8月22日（17歳）  | 2024年7月号            | 高嶺のなでしこのメンバー                                                                  |
| 早坂ゆう         | はやさか ゆう     | ゆちゅ     | 2006年11月20日（18歳） | 2024年7月号            | 「今日、好きになりました。」卒業編2024inプーケット&ニャチャン編&プサン編&夏休み編2024出演 |
| 早坂あい         | はやさか あい     | あちゅ     | 2006年11月20日（18歳） | 2024年7月号            | 早坂ゆうの双子の妹 元LIT MOONメンバー                                                     |
| 世古乙羽         | せこ おとは       | おとぷる   | 2008年1月27日（17歳）  | 2024年12月号           | 元RepiDollメンバー                                                                        |
| ギュナイ滝美     | ぎゅない らあら   | らあら     | 2009年1月13日（16歳）  | 2024年12月号           | 元・てれび戦士                                                                            |
| 関沢みひろ       | せきざわ みひろ   | みひ       | 2008年7月22日（17歳）  | 2024年12月号           |                                                                                           |
| 綾原瑠南         | あやはら るな     | るなるな   | 2009年5月7日（16歳）   | 2025年6月号            |                                                                                           |
| 今村朱里         | いまむら あかり   | りぃーり   | 2009年2月5日（16歳）   | 2025年6月号            |                                                                                           |
| コバルチク花理愛 | こばるちく かりあ | きゃりり   | 2009年10月26日（15歳） | 2025年6月号            | 2024 MISS TEEN JAPAN グランプリ                                                           |
| 新道ゆら         | しんどう ゆら     | ゆらぱお   | 2007年10月10日（17歳） | 2025年6月号            |                                                                                           |
| 染谷美咲         | そめや みさき     | さきぃ     | 2008年11月26日（16歳） | 2025年6月号            |                                                                                           |
| 立花心桜         | たちばな こころ   | こころん   | 2009年4月12日（16歳）  | 2025年6月号            | すべての瞬間は君だった。メンバー SHRITA GIRL                                              |
| 谷口もも         | たにぐち もも     | ももまる   | 2008年5月22日（17歳）  | 2025年6月号            |                                                                                           |
| 土屋ユリア       | つちや ゆりあ     | ゆりあんぬ | 2009年3月17日（16歳）  | 2025年6月号            |                                                                                           |

### Popteenメイト
| 名前             | 名前              | 生年月日               | Popteenメイト初掲載 | 備考 |
| ---------------- | ----------------- | ---------------------- | ------------------- | ---- |
| 五十嵐実羽       | いからし みう     | 2007年12月21日（17歳） | 2025年6月号         |      |
| 岩間夕陽         | いわま ゆうひ     | 2010年2月6日（15歳）   | 2025年6月号         |      |
| 大島望歩         | おおしま のあ     | 2008年6月24日（17歳）  | 2025年6月号         |      |
| 華藤響           | かとう ひびき     | 2007年7月30日（18歳）  | 2025年6月号         |      |
| 加茂田莉央       | かもだ りお       | 2009年6月9日（16歳）   | 2025年6月号         |      |
| 神田あいり       | かんだ あいり     | 2008年4月12日（17歳）  | 2025年6月号         |      |
| 神田さくら       | かんだ さくら     | 2008年7月5日（17歳）   | 2025年6月号         |      |
| 木村ミラーナ     | きむら みらーな   | 2009年6月10日（16歳）  | 2025年6月号         |      |
| 久保楓           | くぼ かえで       | 2007年12月14日（17歳） | 2025年6月号         |      |
| 桜田みあ         | さくらだ みあ     | 2006年9月19日（18歳）  | 2025年6月号         |      |
| 坂本和陽         | さかもと かずひ   | 2007年12月6日（17歳）  | 2025年6月号         |      |
| 佐藤帆笑         | さとう ほえみ     | 2007年7月15日（18歳）  | 2025年6月号         |      |
| 澁谷有里紗       | しぶや ありさ     | 2006年4月10日（19歳）  | 2025年6月号         |      |
| 鈴本みゆ         | すずもと みゆ     | 2006年4月10日（19歳）  | 2025年6月号         |      |
| 鈴山めいさ       | すずやま めいさ   | 2009年7月8日（16歳）   | 2025年6月号         |      |
| そあら           | そあら            | 2009年4月29日（16歳）  | 2025年6月号         |      |
| 田中陽菜         | たなか ひなた     | 2008年5月25日（17歳）  | 2025年6月号         |      |
| 津川かほ         | すつがわ かほ     | 2007年5月30日（18歳）  | 2025年6月号         |      |
| 寺沢叶愛         | てらさわ かのあ   | 2009年12月5日（15歳）  | 2025年6月号         |      |
| 中井柚良         | なかい ゆら       | 2009年6月27日（16歳）  | 2025年6月号         |      |
| 中島なゆ         | なかしま なゆ     | 2008年7月7日（17歳）   | 2025年6月号         |      |
| 中山紅葉         | なかやま くれは   | 2009年11月25日（15歳） | 2025年6月号         |      |
| 夏目みら         | なつめ みら       | 2009年3月30日（16歳）  | 2025年6月号         |      |
| 西野紗世         | にしの さよ       | 2010年3月14日（15歳）  | 2025年6月号         |      |
| 野崎ことね       | のざき ことね     | 2009年2月26日（16歳）  | 2025年6月号         |      |
| はなさきじゅりな | はなさき じゅりな | 2006年8月3日（19歳）   | 2025年6月号         |      |
| 平井美有         | ひらい みゆう     | 2006年8月21日（18歳）  | 2025年6月号         |      |
| 福田夏海         | ふくだ なつみ     | 2009年6月23日（16歳）  | 2025年6月号         |      |
| 細谷さら         | ほそや さら       | 2008年6月10日（17歳）  | 2025年6月号         |      |
| 南やちか         | みなみ やちか     | 2009年2月14日（16歳）  | 2025年6月号         |      |
| 宮崎夏海         | みやざき なつみ   | 2009年8月12日（15歳）  | 2025年6月号         |      |
| 山下伶亜奈       | やました れあな   | 2007年9月14日（17歳）  | 2025年6月号         |      |
| 山本雪菜         | やまもと ゆきな   | 2008年12月5日（16歳）  | 2025年6月号         |      |
| 凛々華           | りりか            | 2002年2月21日（23歳）  | 2025年6月号         |      |

## 歴代専属モデル

### 女性モデル
- 押切もえ（元CanCam専属モデル）
- 中平あき
- 福永花子
- 飯島さゆり
- 石井めぐ（元eegモデル）
- 高橋歩美
- 橋野真依子
- 星野千恵（元Cawaii!モデル　妹は星野加奈）
- 岩根あゆ子（元グラビアアイドル）
- 星野加奈（元PopSister専属モデル　姉は星野千恵　グラビアアイドル）
- 柘植実里
- 観月真衣
- 増田江里子
- 益若つばさ（元PopSister専属モデル）
- 舞川あいく（元Can Camモデル　steadyレギュラーモデル　美人百花レギュラーモデル）
- 小笠原令子
- 佐藤亜由美
- 佐藤まこ
- 豊島はるか
- 中村真美
- 川村亜紀(元東京ストリートニュース読者モデル　元グラビアアイドル)
- 園原ゆかり（元東京ストリートニュースモデル　元JJ専属モデル　デジタルefモデル　Styleモデル）
- 清水麻美
- 岡本里奈
- 平有紀子（元Ray専属読者モデル）
- 三輪麻未（ピチレモン第4回専属モデルオーデショングランプリ　EDGE STYLEレギュラーモデル）
- 平野いえな
- ローラ （ViVI専属モデル）
- 水谷絵理
- 畑田亜希（元ViVIモデル）
- あぢゃ
- 加藤杏奈
- 菅野結以（元PopSister専属モデル　LARME専属モデル　PECHEレギュラーモデル）
- 藤倉幸子
- 白石明子
- 前川佳依
- 福田未央
- 本田和恵
- 乾華子
- 山田さゆき（元eggモデル　弟は山田孝之）
- 工藤友美（元パラパラオールスターズメンバー）
- 塚川芳香
- 小森純 純ポ（元PopSister専属モデル）
- 鈴木奈々 なぁチャン
- 寿るい るいチャン（元eggモデル　元KATY専属モデル　元EDGE STYLE専属モデル）
- ゴリエ
- 出岡美咲 イズ（元KATY専属モデル）
- 河西美希 美希ポン（LARMEレギュラーモデル）
- 松岡里枝 おかりえ（元小悪魔ageha専属モデル）
- 廣瀬麻伊 まいまい
- 村田莉 まりも（元eegモデル）
- 蓼沼楓 かえぴょん（Majesty JAPANレギュラーモデル＊休刊中）
- 舟山久美子 くみっきー（with専属モデル）
- 西川瑞希 みずきてぃ（元Ray専属美容モデル）
- 椎名ひかり ぴかりん（KERAレギュラーモデル　ZEPPERレギュラーモデル）
- 松本愛 まあぴぴ（JELLY専属モデル）
- 奥脇晴梨夏 せリかまちょ
- 今井彩矢佳 さぁや
- 石飛恵里花 えりりん
- 武田玲奈 れなれな（第2のくみっきー！発掘オーディション!！グランプリ　元グnon-no専属モデル　元グラビイアモデル）
- 白井美穂（元Pinkishメンバー　元C-ZONEメンバー）
- 北澤真悠 まゆちる
- 脇谷日南 ちゃろひな
- 藤田ニコル にこるん（EMMARYの初代編集長　現ViVi専属モデル）
- 澤田汐音 しーちゃん（元ニコラ専属モデル　元Le Lienボーカル&ギター担当）
- 平尾優美花 ゆみちぃ
- 志田友美 ゆうみん（元夢みるアドレセンスメンバー）
- 前田希美 まえのん（ピチレモン第14回読者モデルオーディション準グランプリ）
- 池田美優 みちょぱ
- 越智ゆらの ゆらゆら（WEBマガジン「EMMARY」2代目編集長）
- オムジ（GFRIENDのメンバー＊一時活動停止　現VIVIZメンバー）
- 川後陽菜 ひなぴょん（元乃木坂46メンバー　元青春女子学園メンバー　元Youplasメンバー）
- 丸山蘭奈 らにゃ（現fav meメンバー）
- 徳本夏恵 なちょす（現LARMEレギュラーモデル　AbemaTV「オオカミくんには騙されない♡」出演）
- ねお ねおんつぇる（妹は野咲美優）
- 東海林クレア くれたん
- 鈴木美羽 みうぴよ（第16回ニコラモデルオーディショングランプリ元ニコラ専属モデル　AbemaTV「太陽とオオカミくんには騙されない」出演）
- 土屋怜菜 れいぽよ（AbemaTV「オオカミくんには騙されない」出演）
- 中野恵那 ちゃんえな（AbemaTV「真夏のオオカミくんには騙されない❤」出演　現bisレギュラーモデル）
- 鶴嶋乃愛 のあにゃん（元ピチレモン専属モデル　WEBマガジン「EMMARY」4代目編集長）
- 平野夢来 ゆぴぴ
- 生見愛瑠 めるる（元ニコ☆プチモデル　現Can Caｍ専属モデル　AbemaTV「太陽とオオカミくんには騙されない」出演）
- 湯上響花 	きょうきょう（2017高1ミスコンセミファイナリスト）
- 浪花ほのか ほのばび（AbemaTV「オオカミちゃんには騙されない」出演）
- 莉子 リコリコ（AbemaTV「月とオオカミちゃんには騙されない」出演）
- 福富つき タルちゃん（元MAGICOUR初期メンバー　K-POPアイドルグループ：Billlieメンバー）
- 樽井みか みかん
- こあさひまり こあきゅん（元PureGi初期メンバー/役職：リーダー&宣伝部）
- 下山碧夢 あむあむ（元MAGICOUR2期メンバー）
- 筒井結愛 ゆあてぃー（元MAGICOUR初期メンバー　元Veilメンバー）
- 香音 のんのん(現non-no専属モデル)
- 古田愛理 あいりる（白雪とオオカミくんには騙されない出演）
- 福山絢水 あやみん（女子小学生応援バンド：Book Bear4期生　ミスiD2017セミファイナリスト　「今日、好きになりました。」ハワイ編&韓国済洲編出演）
- 長谷川美月 みちゅ（MAGICOUR初期メンバー/メンカラはグリーン）
- 権隨玲 れあぱぴ
- 菅井純愛 ありぽん（元PINK-latteWEBモデル）
- 星乃夢奈 ゆなたこ(旧芸名：ゆな　元めるぷちメンバー　彼とオオカミくんには騙されない出演)
- 川端結愛 ゆめぽて（MAGICOUR初期メンバー/メンカラはピンク　元SunRisaメンバー　現S Cawaii!レギュラーモデル)
- 平井桃伽 ももたん
- 熊谷真里 まりくま（恋する週末ホームステイ2019・夏「秘密」名古屋女子メンバーとして出演）
- 中畑里捺 りなちゃ（PureGi3期メンバー/役職：広報部）
- さくら さくてぃん (元めるぷちメンバー)
- 島田キラリ きららん（MAGICOUR4期メンバー/メンカラはオレンジ　PureGi3期メンバー/役職：クリエイティブ課）
- 小泉のん のんち

### 男性モデル
- 忍成修吾（元東京ストリートニュース読者モデル）
- 遠藤司
- 高岡蒼甫
- 後藤剛志
- 水野将平
- 長谷川誠也
- 野口充宏
- 森川滉佑 もりぴ[32]
- 渡辺康暉 わたんちょ[33]
- 吉田隆佑 りゅっけ[33]
- 村上健斗 けんぴー[33]
- 北村エレン エレン[34]
- 大倉士門 士門（元関西ジャニーズJr.　元Samurai ELO男性モデル）
- 鈴木勤 ごんごん[35]
- 中島健 けんけん
- バトシン（休刊中のstreet Jack専属モデル　元XOXメンバー）

```
たくぽん
[
36
]
```

- 松久楓 かえで[37]
- 小南光司 こなん（OCEAN TOKYO専属ヘアモデル）
- 池田翼 いけつば（元CulTVメンバーでメンカラは赤）
- バンダリ亜砂也 バンダリ
- 森脇丞啓 しょうまる
- きいた
- 高橋文哉 ふみふみ（男子高生ミスターコン2017グランプリ AbemaTV「太陽とオオカミくんには騙されない」出演）
- 本田響矢 きょーちゃん（男子高生ミスターコン2016グランプリ
- 那須泰斗 たいころりん（男子高生ミスターコン2016-2017準グランプリ　休刊中のSamurai ELO専属モデル　OCEAN TOKYO専属モデル　AbemaTV「オオカミくんには騙されない♡」出演）
- 羽田慎之介 はだしん
- 大岡泰三 たいぽん
- 伊地知頼統 らいつん
- 大島海 うみくん
- 樋口晃平 コウヘイ
- 佐藤颯 はーくん
- シオン
- 伊藤広基 ぴろきち（元NetsuAcメンバー）
- 黒田昊夢 ひろむん
- 神田颯真 そーま[38]
- 佐々木佑輔 yusuke[39]
- 萱森蒼一朗 そうちゃ[40]
- 小野慶人 けいてぃ[41]
- 永長壱晟 いちくん[42]
- 下村光徹 こっとん[43]
- 鈴木栄響 えいつん[44]
- 小堀遥功 はるてぃ[45]
- 西原竜平 りゅーくん[46]
- りゅうと chocoくん（AbemaTV「恋とオオカミくんには騙されない」出演）
- 馬場海河 ばんばん（元CulTVメンバーでメンカラオレンジ）
- 髙橋紅輝 こーたん（今日、好きになりました。ダナン編&夏休み編2024出演）
- 宮本廉也 れんやっぽ[47]
- 中村榛 はるはる〜ん[48]

## オーディション
2006年（平成18年）、2007年（平成19年）、2008年（平成20年）、2012年（平成24年）、2014年（平成26年）に行われたPopteenモデルオーディション。
- 第1回グランプリ：岡本里奈
- 第2回グランプリ：出岡美咲
- 第3回グランプリ：河西美希
- 第4回グランプリ：今井彩矢佳
- 第5回グランプリ：北澤舞悠　第1回メンズモデルグランプリ：松久楓
- 第3回高1ミスコングランプリ：吉田莉桜
- popteen×showroomグランプリ：竹内鈴音

2019年（平成31年）に行われたポプ戦100人オーディション｡
| 第2次ポプ戦 - 樽井みか みかん - 川端結愛 ゆめぽて - 福田一華 いちきゃん - 権隨玲 れあぱぴ - 小泉のん のんち - 熊谷真里 まりくま | 第3次ポプ戦 - 長谷川美月 みちゅ - 黒江心温 こはるん - 菅井純愛 ありぽん - 堀越琉音 るねちょ - 橋本彩花 あやもち - 佐藤樹里 じゅらむ |  |

## ガールズユニット
- MAGICOUR（マジックアワー）
- PureGi（ぷれっぢ）

## 表紙モデル

### 2025年
|       | web表紙モデル                          |
| ----- | -------------------------------------- |
| 1月号 | 谷田ラナ、土屋惺来、相塲星音、向井怜衣 |

### 2024年
|        | web表紙モデル                          |
| ------ | -------------------------------------- |
| 12月号 | 山本杏、阿部ここは                     |
| 11月号 | 谷田ラナ、向井怜衣                     |
| 10月号 | 阿部ここは                             |
| 9月号  | さくら                                 |
| 8月号  | さくら                                 |
| 7月号  | さくら                                 |
| 6月号  | さくら、阿部ここは、谷田ラナ、向井怜衣 |
| 5月号  | さくら、阿部ここは                     |
| 4月号  | さくら                                 |
| 3月号  | 小泉のん、熊谷真里、さくら             |
| 2月号  | さくら                                 |
| 1月号  | さくら、阿部ここは                     |

### 2023年
|        | web表紙モデル                                                                                        |
| ------ | --- |
| 12月号 | さくら                                                                                               |
| 11月号 | 熊谷真里、阿部ここは、さくら、山本杏、平井桃伽、島田キラリ、久保田葉央、土屋惺来、谷田ラナ、中畑里捺 |
| 10月号 | 熊谷真里、阿部ここは、さくら、山本杏、平井桃伽、島田キラリ、久保田葉央、土屋惺来、谷田ラナ、中畑里捺 |
| 9月号  | 阿部ここは、さくら、谷田ラナ                                                                         |
| 8月号  | 阿部ここは、土屋惺来                                                                                 |
| 7月号  | 福富つき(Billlie)、キムシユン(Billlie)                                                               |
| 6月号  | さくら、山本杏、阿部ここは                                                                           |
| 5月号  | 星乃夢奈                                                                                             |
| 4月号  | 星乃夢奈、さくら                                                                                     |
| 3月号  | 星乃夢奈                                                                                             |

|       | 本誌表紙モデル       | 限定版表紙モデル |
| ----- | -------------------- | ---------------- |
| 2月号 | 阿部ここは           |                  |
| 1月号 | 長谷川美月、りゅうと |                  |

### 2022年
|        | 本誌表紙モデル                                                     | 限定版表紙モデル                         |
| ------ | ------------------------------------------------------------------ | ---------------------------------------- |
| 12月号 | 熊谷真里、阿部ここは                                               |                                          |
| 11月号 | 星乃夢奈                                                           |                                          |
| 10月号 | Kep1er                                                             |                                          |
| 9月号  | 古田愛理、福山絢水、星乃夢奈、阿部ここは                           | 古田愛理、福山絢水                       |
| 8月号  | 星乃夢奈、さくら、平井桃伽                                         | 古田愛理、福山絢水、熊谷真里、長谷川美月 |
| 7月号  | 星乃夢奈、松本怜生                                                 | 星乃夢奈、松本怜生                       |
| 6月号  | 福山絢水、星乃夢奈、川端結愛、熊谷真里、さくら                     | 星乃夢奈                                 |
| 5月号  | 山下智久                                                           |                                          |
| 4月号  | 権隨玲、小泉のん、山本杏                                           |                                          |
| 3月号  | 長谷川美月、熊谷真里、菅井純愛、山本杏、中村榛、りゅうと、馬場海河 |                                          |
| 2月号  | 古田愛理、星乃夢奈、長谷川美月、熊谷真里、さくら                   |                                          |
| 1月号  | 福山絢水、星乃夢奈、小泉のん、菅井純愛                             |                                          |

### 2021年
|        | 本誌表紙モデル                                     | 限定版表紙モデル |
| ------ | -------------------------------------------------- | ---------------- |
| 12月号 | 小泉のん、熊谷真里                                 |                  |
| 11月号 | 星乃夢奈、小泉のん、熊谷真里                       |                  |
| 10月号 | 香音                                               |                  |
| 9月号  | 香音                                               |                  |
| 8月号  | 香音                                               |                  |
| 7月号  | 莉子                                               |                  |
| 6月号  | 長谷川美月、りゅうと、吉田伶香、杢代和人           |                  |
| 5月号  | 浪花ほのか、香音、熊谷真里、こあさひまり、下山碧夢 | 浪花ほのか       |
| 4月号  | 古田愛理、莉子、香音                               |                  |
| 3月号  | 莉子、神尾楓珠                                     | 黒江心温         |
| 2月号  | 古田愛理、莉子、香音                               | 手越祐也         |
| 1月号  | 生見愛瑠                                           | 生見愛瑠         |

### 2020年
|        | 本誌表紙モデル                                                                 | 限定版表紙モデル                                                                                     |
| ------ | ------------------------------------------------------------------------------ | --- |
| 12月号 | 香音                                                                           | |
| 11月号 | 生見愛瑠、香音                                                                 | |
| 10月号 | 星乃夢奈、権隨玲、福富つき、小泉のん、川端結愛、樽井みか、長谷川美月、黒田昊夢 | |
| 9月号  | 鶴嶋乃愛                                                                       | 鶴嶋乃愛                                                                                             |
| 8月号  | 生見愛瑠、莉子                                                                 | |
| 7月号  | 中野恵那、土屋怜菜                                                             | 本田響矢、那須泰斗                                                                                   |
| 6月号  | 莉子                                                                           | |
| 5月号  | 莉子、筒井結愛                                                                 | 生見愛瑠                                                                                             |
| 4月号  | ねお                                                                           | |
| 3月号  | TOMORROW X TOGETHER                                                            | 権隨玲、川端結愛、小泉のん、福田一華、熊谷真里、福富つき、キムシユン、長谷川美月、菅井純愛、黒江心温 |
| 2月号  | 生見愛瑠、筒井結愛、莉子、ねお、香音                                           | |
| 1月号  | 生見愛瑠                                                                       | |

### 2019年
|        | 本誌表紙モデル                                     | 限定版表紙モデル |
| ------ | -------------------------------------------------- | --- |
| 12月号 | ねお、筒井結愛                                     | |
| 11月号 | 浪花ほのか、鶴嶋乃愛、生見愛瑠、ねお               | |
| 10月号 | 莉子、筒井結愛、湯上響花、香音、福山絢水、古田愛理 | |
| 9月号  | 生見愛瑠、ねお                                     | |
| 8月号  | 徳本夏恵、土屋怜菜、中野恵那                       | パクボゴム |
| 7月号  | 生見愛瑠、鶴嶋乃愛、ねお、莉子、筒井結愛           | MONSTA X |
| 6月号  | 生見愛瑠                                           | |
| 5月号  | 生見愛瑠、鶴嶋乃愛、ねお                           | |
| 4月号  | 鶴嶋乃愛、土屋怜菜、中野恵那、ねお、莉子、鈴木美羽 | 古田愛理、筒井結愛、アンジェリカ、毛利愛美、古川優奈、楠樺音、熊田来夢、田向星華、中村りおん、山田麗華、星乃夢奈、湯上響花、福山絢水、一ノ瀬陽鞠、岩崎春果 |
| 3月号  | 生見愛瑠、鶴嶋乃愛、本田響矢、高橋文哉             | |
| 2月号  | 浪花ほのか、鶴嶋乃愛、生見愛瑠、ねお               | |
| 1月号  | 鶴嶋乃愛                                           | |

### 2018年
|        | 表紙モデル                                                                 |
| ------ | -------------------------------------------------------------------------- |
| 12月号 | 浪花ほのか、中野恵那、土屋怜菜、ねお                                       |
| 11月号 | 徳本夏恵、中野恵那、浪花ほのか、鶴嶋乃愛、生見愛瑠、ねお、鈴木美羽、オムジ |
| 10月号 | 越智ゆらの、徳本夏恵、中野恵那                                             |
| 9月号  | 鶴嶋乃愛、ねお                                                             |
| 8月号  | ねお                                                                       |
| 7月号  | 横浜流星、中川大志、佐野玲於、高杉真宙                                     |
| 6月号  | 池田美優                                                                   |
| 5月号  | 池田美優、越智ゆらの、中野恵那、鶴嶋乃愛、生見愛瑠、中島健、本田響矢       |
| 4月号  | 中野恵那、鶴嶋乃愛、生見愛瑠                                               |
| 3月号  | 池田美優、越智ゆらの                                                       |
| 2月号  | 池田美優、越智ゆらの、徳本夏恵                                             |
| 1月号  | 徳本夏恵、那須泰斗                                                         |

### 2017年
|        | 表紙モデル                       |
| ------ | -------------------------------- |
| 12月号 | 池田美優、越智ゆらの、徳本夏恵   |
| 11月号 | 池田美優、越智ゆらの             |
| 10月号 | 池田美優、徳本夏恵               |
| 9月号  | 池田美優、越智ゆらの             |
| 8月号  | 藤田ニコル                       |
| 7月号  | EXO-CBX                          |
| 6月号  | ZICO、藤田ニコル                 |
| 5月号  | 藤田ニコル、池田美優、越智ゆらの |
| 4月号  | AAA                              |
| 3月号  | 藤田ニコル                       |
| 2月号  | 藤田ニコル                       |
| 1月号  | 藤田ニコル、池田美優、越智ゆらの |

### 2016年
|        | 表紙モデル                                                             |
| ------ | ---------------------------------------------------------------------- |
| 12月号 | 藤田ニコル、池田美優、徳本夏恵                                         |
| 11月号 | 渡辺直美、藤田ニコル                                                   |
| 10月号 | 藤田ニコル、徳本夏恵                                                   |
| 9月号  | 池田美優                                                               |
| 8月号  | 越智ゆらの                                                             |
| 7月号  | 岩田剛典                                                               |
| 6月号  | バトシン、藤田ニコル                                                   |
| 5月号  | 岩田剛典、登坂広臣、今市隆二                                           |
| 4月号  | 藤田ニコル、越智ゆらの                                                 |
| 3月号  | 藤田ニコル、池田美優、越智ゆらの、澤田汐音、三好拓馬、中島健、バトシン |
| 2月号  | 藤田ニコル、池田美優                                                   |
| 1月号  | 藤田ニコル                                                             |

### 2015年
|        | 表紙モデル                       |
| ------ | -------------------------------- |
| 12月号 | 西野カナ                         |
| 11月号 | 藤田ニコル、池田美優、越智ゆらの |
| 10月号 | 島崎遥香                         |
| 9月号  | 西川瑞希                         |
| 8月号  | ローラ                           |
| 7月号  | 藤田ニコル                       |
| 6月号  | 西野カナ                         |
| 5月号  | 藤田ニコル、池田美優、越智ゆらの |
| 4月号  | 西川瑞希、池田美優               |
| 3月号  | 池田美優、越智ゆらの             |
| 2月号  | 西川瑞希、池田美優、越智ゆらの   |
| 1月号  | 池田美優                         |

### 2014年
|        | 表紙モデル                             |
| ------ | -------------------------------------- |
| 12月号 | 西野カナ                               |
| 11月号 | 西川瑞希                               |
| 10月号 | 舟山久美子                             |
| 9月号  | 舟山久美子                             |
| 8月号  | 舟山久美子                             |
| 7月号  | 西川瑞希、前田希美、志田友美、池田美優 |
| 6月号  | 西川瑞希、椎名ひかり                   |
| 5月号  | 橋本環奈                               |
| 4月号  | 西川瑞希                               |
| 3月号  | 西川瑞希、前田希美                     |
| 2月号  | 浜崎あゆみ                             |
| 1月号  | 西野カナ                               |

### 2013年
|        | 表紙モデル                                         |
| ------ | -------------------------------------------------- |
| 12月号 | ローラ                                             |
| 11月号 | 舟山久美子、西川瑞希、椎名ひかり、松本愛、志田友美 |
| 10月号 | 舟山久美子                                         |
| 9月号  | 浜崎あゆみ                                         |
| 8月号  | 西川瑞希、松本愛                                   |
| 7月号  | 西川瑞希                                           |
| 6月号  | 舟山久美子                                         |
| 5月号  | 松岡里枝                                           |
| 4月号  | 松本愛                                             |
| 3月号  | 西川瑞希                                           |
| 2月号  | 西川瑞希                                           |
| 1月号  | 西野カナ                                           |

### 2012年
|        | 表紙モデル                       |
| ------ | -------------------------------- |
| 12月号 | 椎名ひかり                       |
| 11月号 | ローラ                           |
| 10月号 | 西野カナ、舟山久美子             |
| 9月号  | 西川瑞希                         |
| 8月号  | 舟山久美子、西川瑞希、廣瀬麻伊   |
| 7月号  | 椎名ひかり                       |
| 6月号  | 舟山久美子                       |
| 5月号  | 西川瑞希                         |
| 4月号  | 益若つばさ                       |
| 3月号  | 舟山久美子、村田莉               |
| 2月号  | 舟山久美子、西川瑞希、椎名ひかり |
| 1月号  | KARA                             |

### 2011年
|        | 表紙モデル                                 |
| ------ | ------------------------------------------ |
| 12月号 | 舟山久美子                                 |
| 11月号 | 舟山久美子                                 |
| 10月号 |                                            |
| 9月号  | 西川瑞希                                   |
| 8月号  | 舟山久美子                                 |
| 7月号  | 舟山久美子、河西美希、廣瀬麻伊、佐野由紀子 |
| 6月号  | 舟山久美子、廣瀬麻伊                       |
| 5月号  | 舟山久美子、廣瀬麻伊                       |
| 4月号  | 西川瑞希                                   |
| 3月号  | 舟山久美子                                 |
| 2月号  | 舟山久美子、西川瑞希、松岡里枝             |
| 1月号  | 西川瑞希                                   |

### 2010年
|        | 表紙モデル                                                                                         |
| ------ | -------------------------------------------------------------------------------------------------- |
| 12月号 | 舟山久美子、西川瑞希                                                                               |
| 11月号 | 舟山久美子、鈴木奈々、出岡美咲、寿るい、河西美希、椎名ひかり、西川瑞希、村田莉、廣瀬麻伊、松岡里枝 |
| 10月号 | 松岡里枝                                                                                           |
| 9月号  | 舟山久美子                                                                                         |
| 8月号  | 西野カナ                                                                                           |
| 7月号  | 舟山久美子、村田莉、椎名ひかり、鈴木奈々                                                           |
| 6月号  | 舟山久美子                                                                                         |
| 5月号  | 舟山久美子                                                                                         |
| 4月号  | 舟山久美子                                                                                         |
| 3月号  | 舟山久美子                                                                                         |
| 2月号  | 舟山久美子                                                                                         |
| 1月号  | 舟山久美子                                                                                         |

### 2009年
|        | 表紙モデル                                                                                             |
| ------ | --- |
| 12月号 | 舟山久美子                                                                                             |
| 11月号 | 舟山久美子、村田莉、青木英季、秋山未来、出岡美咲、河西美希、鈴木奈々、菅野結以、寿るい、小森純、ソンイ |
| 10月号 | 舟山久美子、村田莉                                                                                     |
| 9月号  | 舟山久美子                                                                                             |
| 8月号  | 舟山久美子                                                                                             |
| 7月号  | 舟山久美子、鈴木奈々、菅野結以                                                                         |
| 6月号  | 舟山久美子                                                                                             |
| 5月号  | 舟山久美子                                                                                             |
| 4月号  | 舟山久美子、菅野結以                                                                                   |
| 3月号  | 舟山久美子                                                                                             |
| 2月号  | 舞川あいく                                                                                             |
| 1月号  | 小森純、筒井一心                                                                                       |

### 2008年
|        | 表紙モデル           |
| ------ | -------------------- |
| 12月号 | 菅野結以             |
| 11月号 | 益若つばさ           |
| 10月号 | 舞川あいく           |
| 9月号  | 廣瀬麻伊             |
| 8月号  | 青木英李             |
| 7月号  | 倖田來未             |
| 6月号  | 菅野結以             |
| 5月号  | 若槻千夏             |
| 4月号  | BoA                  |
| 3月号  | ソンイ               |
| 2月号  | 益若つばさ、梅田直樹 |
| 1月号  | 益若つばさ           |

### 2007年
|        | 表紙モデル           |
| ------ | -------------------- |
| 12月号 | 舞川あいく           |
| 10月号 | 菅野結以             |
| 8月号  | 倖田來未             |
| 7月号  | アヴリル・ラヴィーン |
| 6月号  | リア・ディゾン       |
| 5月号  | 益若つばさ           |
| 3月号  | BoA                  |
| 2月号  | 浜崎あゆみ           |

### 2006年
|        | 表紙モデル                         |
| ------ | ---------------------------------- |
| 12月号 | 浜崎あゆみ                         |
| 11月号 | 倖田來未                           |
| 10月号 | 桜塚やっくん、舞川あいく、三輪麻未 |
| 9月号  | 倖田來未                           |
| 4月号  | BoA                                |
| 2月号  | 浜崎あゆみ                         |
| 1月号  | 星野加奈                           |

### 2005年
|        | 表紙モデル |
| ------ | ---------- |
| 12月号 | 安室奈美恵 |
| 11月号 | 浜崎あゆみ |
| 9月号  | 浜崎あゆみ |
| 7月号  | 安室奈美恵 |
| 3月号  | 安室奈美恵 |
| 2月号  | 浜崎あゆみ |

### 2004年
|        | 表紙モデル           |
| ------ | -------------------- |
| 12月号 | 観月真衣、市原隼人   |
| 9月号  | アヴリル・ラヴィーン |
| 6月号  | 石井めぐ、藤倉幸子   |
| 5月号  | 安室奈美恵           |
| 1月号  | 安室奈美恵           |

### 2003年
|        | 表紙モデル                                                   |
| ------ | ------------------------------------------------------------ |
| 11月号 | ゴリエ、中平あき、橋野真依子、畑田亜希、星野千恵、飯島さゆり |
| 8月号  | 浜崎あゆみ                                                   |
| 6月号  | 上戸彩                                                       |
| 2月号  | 浜崎あゆみ                                                   |

### 2002年
|       | 表紙モデル |
| ----- | ---------- |
| 1月号 | shela      |
| 2月号 | 浜崎あゆみ |
| 3月号 | hitomi     |
| 4月号 | 深田恭子   |
| 6月号 | 浜崎あゆみ |
| 8月号 | 畑田亜希   |

### 2001年
|        | 表紙モデル           |
| ------ | -------------------- |
| 1月号  | hitomi               |
| 2月号  | 飯島さゆり、石井めぐ |
| 3月号  | 飯島さゆり           |
| 4月号  | SAYUKI               |
| 7月号  | 乾華子               |
| 11月号 | 浜崎あゆみ           |

### 2000年
|        | 表紙モデル                         |
| ------ | ---------------------------------- |
| 2月号  | 安室奈美恵                         |
| 3月号  | あき、押切もえ、小島裕二、湯沢忠弘 |
| 6月号  | 浜崎あゆみ                         |
| 9月号  | 安西ひろこ                         |
| 10月号 | hitomi                             |
| 11月号 | 浜崎あゆみ                         |
| 12月号 | shela                              |

### 1999年
|        | 表紙モデル                                         |
| ------ | -------------------------------------------------- |
| 3月号  | 畑野浩子                                           |
| 3月号  | 押切もえ、川村亜紀                                 |
| 6月号  | 畑野浩子                                           |
| 9月号  | 飯島さゆり、丹直樹                                 |
| 10月号 | 小柳ゆき                                           |
| 11月号 | 押切もえ、あき、飯島さゆり、小笠原玲子、山田さゆき |

### 1998年
|       | 表紙モデル |
| ----- | ---------- |
| 5月号 | Deeps      |

### 1997年
|        | 表紙モデル |
| ------ | ---------- |
| 2月号  | 平子理沙   |
| 12月号 | hitomi     |

### 1996年
|        | 表紙モデル |
| ------ | ---------- |
| 8月号  | 鈴木紗理奈 |
| 12月号 | 神田うの   |

### 1994年
|        | 表紙モデル |
| ------ | ---------- |
| 11月号 | 高柳あゆみ |
| 12月号 | 高柳亜由美 |